# Эпикриз
Эпикри́з (от др.-греч. ἐπί-κρῐσις — суждение, решение) — суждение о состоянии больного, о диагнозе, причинах возникновения и о развитии болезни, об обосновании и результатах лечения, формулируемое по завершении лечения или на определённом его этапе. Эпикриз является обязательной составной частью медицинских учётных документов. В зависимости от особенностей течения и исхода болезни эпикриз может включить суждение о прогнозе больного, заключение о необходимости дальнейшего наблюдения за ним, лечебно-трудовые рекомендации. В случае летального исхода в эпикризе указывается причина смерти.
Содержание эпикриза доступно только медработникам, и на него распространяются правила соблюдения профессиональной тайны.

## Виды эпикриза
Необходимость в составлении эпикриза возникает в разные периоды наблюдения больного. В медицинскую карту амбулаторного больного эпикриз вписывают с целью оценки результатов диспансеризации (1—2 раза в год), а также в случае необходимости обосновать продолжение лечения при направлении больного на ВКК и при госпитализации. В историю развития ребенка эпикриз в виде результатов медицинского наблюдения вносят по достижении ребенком возраста 1, 3 и 7 лет, а также в 18 лет при переводе подростка во взрослую поликлинику. В медицинской карте стационарного больного (истории болезни) эпикризами отражают итоги пребывания больного в стационаре каждые 10—14 дней (этапный эпикриз), при выписке больного из стационара (выписной эпикриз), при переводе его в другое лечебное подразделение (переводной эпикриз), а в случае смерти больного составляют посмертный эпикриз, который впоследствии дополняется патологоанатомическим эпикризом.
Все виды эпикриза содержат:
- паспортную часть;
- Срок лечения, или наблюдения по данному случаю
- развёрнутый клинический диагноз; код по МКБ
- жалобы при поступлении, наиболее важные сведения из анамнеза об основных этапах болезни;
- данные обследования, подтверждающие диагноз как основного заболевания, так и его осложнений;
- консультации специалистов.
- проведённое лечение с указанием препаратов дозировок и способов введения
- рекомендации

При впервые установленном диагнозе в эпикриз приводится его обоснование. Проведенное лечение излагают и оценивают по этапам. Если больному произведена хирургическая операция, указывают вид обезболивания, характер и ход операции, её результаты. Разные виды эпикриза отличаются по содержанию и, главным образом, по своей заключительной части.

### Этапный эпикриз
Этапный эпикриз по содержанию широко варьирует в зависимости от периода наблюдения за больным. При невыясненном диагнозе в нём обсуждают наиболее вероятный предварительный диагноз, выделяют основные клинические симптомы и синдромы, исходя из которых планируют дополнительные диагностические исследования, оценивают эффективность вводимых лекарств. При установленном диагнозе этапный эпикриз содержит обоснование диагноза, суждение о стадии развития болезни, варианте её течения и др. В последующих этапных эпикризах оценивают эффективность лечебных мероприятий, обосновывая необходимость их продолжения или изменения. 
Строка "Этапный эпикриз" медкарты заполняется лечащим врачом через каждые 10 дней нахождения в стационаре, дневном стационаре; при необходимости отражаются изменения в состоянии пациента, динамика изменения показателей: изменение состояния органов и систем, лабораторных данных, результатов инструментальных исследований, в том числе на фоне проведенного лечения, описывается планируемая тактика ведения пациента.
Последовательность внесения и объём сведений в строке "Этапный эпикриз" медкарты определяются лечащим врачом. (Приложение N 4 к приказу Министерства здравоохранения РФ от 5 августа 2022 г. N 530н.)

### Выписной эпикриз
Выписной эпикриз содержит заключение об исходе заболевания в одной из следующих формулировок: выздоровление, неполное выздоровление, состояние без перемен, переход заболевания из острой формы в хроническую, ухудшение состояния. При неполном выздоровлении составляют прогноз, дают рекомендации по дальнейшему лечению и режиму больного, производят оценку его трудоспособности применительно к профессии и условиям работы по следующим категориям: ограничение трудоспособности, показан перевод больного на более легкую работу, необходим перевод на инвалидность. Окончательная оценка трудоспособности дается и утверждается ВТЭК. В акушерской практике выписной эпикриз содержит сведения о беременности, ходе родов, родовспоможения, течении послеродового периода, данные о ребенке, включая течение постнатального периода и состояние новорожденного к моменту выписки. При выписке больного, перенесшего инфекционную болезнь, в эпикризе приводят эпидемиологический анамнез, возможные и установленные контакты с инфекционными больными.

### Переводной эпикриз
Переводной эпикриз во многом сходен с выписным, но в заключительной части содержит указание на причину перевода в другое лечебное подразделение.

### Посмертный эпикриз
В случае смерти больного в истории болезни заполняется посмертный эпикриз. Посмертный эпикриз содержит краткую историю госпитализации, представления о больном врачей, лечивших пациента, динамику симптомов, характер проведённого лечения и диагностических процедур, причину и обстоятельства наступления летального исхода и развёрнутый клинический посмертный диагноз. В случае, если смерть больного наступила до осмотра лечащего врача профильного отделения, например, в выходные и праздничные дни, в течение нескольких часов от момента госпитализации в вечернее и ночное время, посмертный эпикриз оформляется совместно врачом приёмного или реанимационного отделения, лечившим больного, и врачом профильного отделения. В этом случае врач, лечивший больного, должен в приёмном статусе отразить своё мнение о диагнозе.

### Клинико-анатомический (патологоанатомический) эпикриз
В клинико-анатомическом эпикризе объясняются причины и механизмы развития болезни и её исход с учетом фона, на котором они возникли и привели к смерти. Таким образом, в клинико-анатомическом эпикризе должен найти отражение патогенез в широком смысле, то есть этиология патогенетического процесса, причины и условия развития болезни, лечебно-диагностические процедуры, предположительно вызванные ими заболевания и танатогенез. В эпикризе должны быть изложены и результаты сопоставления клинических и анатомических данных, причины расхождения диагнозов, если они имели место, своевременность диагностики и госпитализации, влияние последних на течение болезни. Клинико-анатомический эпикриз заполняется врачом-патологоанатомом по результатам вскрытия умершего.